# 正压
正压是指一個系统（例如房間）内的壓力大于该系统周围环境的压力。因此如果正压系统出現泄漏，系統內的氣體会排放到周围环境中，與之相對的負壓。 
医院可能會讓免疫系统疾病患者入住正压病房，此時病房內的空气将流出房间，這樣任何空气中可能存在的微生物（例如细菌）將很難流入房間。 